# Archerfield House

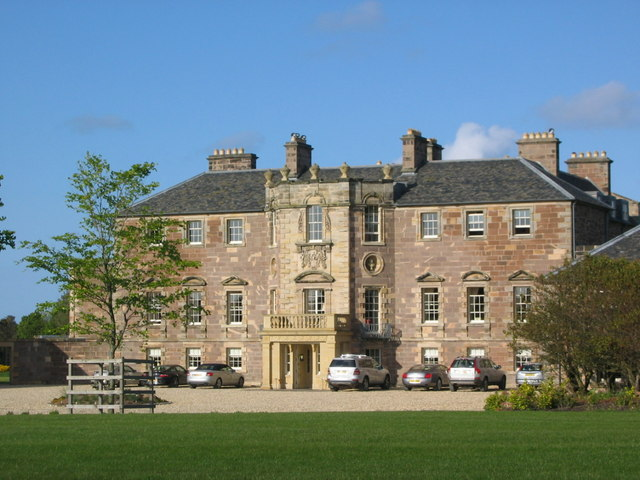
Archerfield House

Archerfield House ist ein Herrenhaus nahe der schottischen Ortschaft Dirleton in der Council Area East Lothian. 1971 wurde das Gebäude in die schottischen Denkmallisten in der höchsten Kategorie A aufgenommen. Des Weiteren sind zugehörige Bauwerke eigenständig als Denkmäler eingetragen. So sind das Gärtnerhaus, der Gutshof sowie die East Lodge als Kategorie-B-Bauwerke klassifiziert. Die West Lodge ist hingegen als Denkmal der Kategorie C eingestuft. Zuletzt wurde das Anwesen in das Register schottischer Landschaftsgärten aufgenommen. Diese Einstufung wurde jedoch 2016 aufgehoben.

## Geschichte
Historisch war das Anwesen Teil der Ländereien von Dirleton Castle und wurde erst im 20. Jahrhundert von diesen abgespalten. John Nisbet, Lord Dirleton erwarb die Ländereien im Jahre 1663. Gegen Ende des 17. Jahrhunderts wurde dort die Keimzelle des heutigen Archerfield House errichtet. Nach Nisbets Tod im Jahre 1687 fiel das Anwesen an seinen Cousin William. Dieser ließ Archerfield House um 1730 umfangreich erweitern und umgestalten. Weitere Bauphasen schlossen sich in den Jahren 1745 und 1790 an. Für die Arbeiten zeichneten die Architekten John Douglas beziehungsweise Robert Adam verantwortlich. Die Parkanlagen wurden zumindest teilweise bereits vor 1750 angelegt. Hierzu zählt unter anderem die imposante Buchenallee im Südwesten.

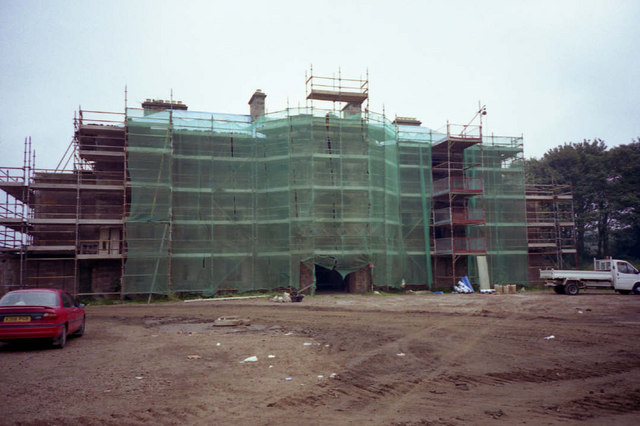
Restaurierungsarbeiten

Bis ins Jahr 1888 wurde das Anwesen innerhalb der Familie vererbt. In der Folge wechselte es mehrfach den Eigentümer. Während des Zweiten Weltkriegs nutzte das Kriegsministerium die Gebäude. Später wurde das Herrenhaus als Getreidespeicher genutzt. Im Jahre 1962 verheerte ein Brand Archerfield House. Daraufhin stand es lange leer und verfiel zusehends. Zu Beginn des 21. Jahrhunderts wurde auf den Ländereien ein Golfplatz eingerichtet und Archerfield House restauriert. Es kann als Urlaubsdomizil oder zu Festlichkeiten angemietet werden.

## Beschreibung
Archerfield House liegt inmitten eines weitläufigen Anwesen rund einen Kilometer westlich von Dirleton. Es handelt sich um ein dreistöckiges Herrenhaus im klassizistischen Stil. Die westexponierte Frontseite ist neun Achsen weit und mit Mittelrisalit und Porte-cochère mit ionischen Pilastern gestaltet. Kurze, geschwungene Blendmauern verbinden den Corps de Logis mit seitlich vorgelagerten Pavillons. Die Dächer sind mit grauem Schiefer eingedeckt. Zahlreiche von Robert Adam gestaltete Stücke im Innenraum wurden in den 1950er Jahren verkauft.

## Gärtnerhaus
Das ehemalige Gärtnerhaus liegt in rund 500 m Entfernung südwestlich des Herrenhauses. Der Sandsteinbau weist einen L-förmigen Grundriss auf. Angrenzend befinden sich die Stallungen mit Walmdach. Der Eingang an der Westseite ist mit Kämpferfenster gestaltet. Das Satteldach ist schiefergedeckt und mit giebelständigen polygonalen Kaminen bestückt.

## Gutshof
Südwestlich, unweit des Gärtnerhauses, befindet sich der ehemalige Gutshof. Er wurde auf Basis eines älteren Hofes in der ersten Hälfte des 19. Jahrhunderts der neuen Nutzung angepasst. In dem einstöckigen Bauwerk mit U-förmigem Grundriss sind sowohl Stallungen als auch Scheunen untergebracht. Das Mauerwerk besteht aus Bruchstein, der mit Quadersteinen abgesetzt ist. Entlang der Fassaden sind teils Sprossenfenster verbaut. Im Innenhof tritt ein Flügel trennend hervor, der als Wohnraum diente. Wie auch die übrigen Gebäudeteile schließt er mit einem Walmdach. In die außenliegenden Fassaden sind weite Rundbogenöffnungen eingelassen, um die Einfahrt landwirtschaftlicher Gerätschaften zu ermöglichen. Der Gutshof wurde im Laufe des 20. Jahrhunderts überarbeitet.

## West Lodge
An der A198, südwestlich des Gutshofes, liegt die West Lodge. Das Gebäude weist einen T-förmigen Grundriss auf und wurde in der Mitte des 19. Jahrhunderts erbaut. Das Bruchsteinmauerwerk ist verputzt. Im Gebäudeinnenwinkel befindet sich der Eingangsbereich mit Vordach. An der Südseite ist ein Zwillingsfenster mit Fensterpfosten verbaut; ein weiteres an der Westseite.

## East Lodge
Die East Lodge liegt am Ortsrand von Dirleton an einem Zufahrtsweg zu Archerfield House. Sie stammt aus der Mitte des 19. Jahrhunderts. Das Mauerwerk des einstöckigen Gebäudes besteht aus Bruchstein, der grob zu Quadern behauen wurde. Die Eingangstüre befindet sich im Gebäudeinnenwinkel an der Südseite. Die Fassade ist mit Loggia mit jakobinischer Balustrade gestaltet. Mit Ausnahme einiger moderner Fenster sind an der East Lodge Sprossenfenster verbaut.